# 培樂多
培樂多（英語：Play-Doh）是一種被用於幼兒在家庭和學校的工藝學習之塑形用黏土。該黏土是由麵粉、水、鹽、硼酸和礦物油組成，並首先在美國俄亥俄州辛辛那提市製造，為20世紀30年代的壁紙清潔用品，原為白色。自從它被一名老師帶回幼稚園後，便大受小孩歡迎。隨後該產品在20世紀50年代中期重新上市並於辛辛那提當地的學校做行銷。培樂多於1956年在一個教育大會上展示，並被著名的百貨公司選取專設零售單位。1957年，有一檔頗具影響力的兒童電視節目，節目上出現了推廣培樂多的廣告，成功促進了該產品的銷售。自從在20世紀50年代中期在玩具市場上推出以來，培樂多生產了大量的輔助商品，如樂趣工廠。 2003年，美國玩具行業協會將培樂多列名於其“世紀玩具列表”（英語：Century of Toys List）內。

## 連結
- 孩之寶呈獻的培樂多 (台灣) （页面存档备份，存于）
- 孩之寶呈獻的培樂多 (香港) （页面存档备份，存于）